# Kiki - Consegne a domicilio (romanzo)
Kiki - Consegne a domicilio (魔女の宅急便?, Majo no takkyūbin, lett. "Le consegne espresse della strega") è un romanzo per ragazzi della scrittrice giapponese Eiko Kadono (Premio Hans Christian Andersen 2018) da cui è stato tratto il film animato omonimo per la regia di Hayao Miyazaki.
Il libro è stato pubblicato per la prima volta in Giappone nel 1985 dalla casa editrice Fukuinkan Shoten. Un'edizione italiana è stata pubblicata nel 2002 da Kappa Edizioni.

## Trama
Kiki è una giovane strega che come da tradizione, compiuti i 13 anni parte da casa sulla sua scopa in compagnia soltanto di Jiji, il suo gatto nero, per l'anno di noviziato da svolgere in un'altra città. Dopo un lungo viaggio, Kiki raggiunge Koriko, una cittadina di mare, e va ad abitare presso una panetteria. 
Inizia quindi il suo nuovo lavoro di consegna pacchi, sfruttando al meglio l'unica abilità da strega che conosce, quella di volare sulla scopa. Durante l'anno seguente, tra consegne problematiche, tante disavventure e incontri con nuovi amici, Kiki comprenderà a fondo il significato nascosto del suo noviziato, che rappresenta la possibilità di crescere ed inserirsi nel mondo degli adulti sfruttando al meglio le proprie capacità.

## Titolo
Il termine giapponese takkyūbin (宅急便? lett. "servizio postale espresso") presente nel titolo del romanzo è un marchio registrato di Yamato Un'yu Kabushiki Kaisha (ヤマト運輸株式会社?), società giapponese specializzata in trasporti, anche se in Giappone è comunemente usato come sinonimo di takuhaibin (宅配便? lett. "servizio porta a porta"). L'azienda non solo ha approvato l'uso del marchio - anche se secondo la legge sui marchi registrati il permesso non era dovuto - ma ha anche patrocinato la versione cinematografica dell'anime tratta dal libro, in quanto il logo dell'azienda contiene una rappresentazione stilizzata di una gatta nera che trasporta con cura il suo gattino.

## Seguiti
Incoraggiata dai premi vinti e dal successo del film tratto dal romanzo, l'autrice ha scritto nel corso degli anni altri cinque romanzi con la medesima protagonista.
- Majo no takkyūbin 2: Kiki to atarashii mahō (魔女の宅急便その2 キキと新しい魔法?) pubblicato in Italia col titolo Kiki consegne a domicilio 2 - I nuovi incantesimi di Kiki (ISBN 9788885457164)
- Majo no takkyūbin 3: Kiki to mō hitori no majo (魔女の宅急便その3 キキともうひとりの魔女?)
- Majo no takkyūbin 4: Kiki no koi (魔女の宅急便その4 キキの恋?)
- Majo no takkyūbin 5: Mahō no tomarigi (魔女の宅急便その5 魔法の止まり木?)
- Majo no takkyūbin 6: Sorezore no tabidachi (魔女の宅急便その6 それぞれの旅立ち?)

## Trasposizioni del romanzo
- Kiki - Consegne a domicilio film animato del 1989 diretto da Hayao Miyazaki.
- Majo no takkyūbin (魔女の宅急便??) film live action del 2014 diretto da Takashi Shimizu.

La Disney nel 2005 aveva inoltre progettato un film live action tratto dal romanzo. Il film avrebbe dovuto essere sceneggiato da Jeff Stockwell e prodotto da Don Murphy. Il progetto non è stato però ancora realizzato.

## Premi e riconoscimenti
- 23º Premio Noma per la letteratura per l'infanzia
- 34º Premio Shogakukan per la letteratura per ragazzi
- Lista d'onore IBBY del 1986[4]

## Edizioni
- Eiko Kadono, Kiki - Consegne a domicilio, traduzione di Anselmino L., Bologna, Kappa Edizioni, 2003  [1985], ISBN 978-88-87497-97-7.
- Eiko Kadono, Kiki - Consegne a domicilio, traduzione di Anselmino L., Bologna, Kappalab, 2012, ISBN 9788898002122
- Eiko Kadono, Kiki - Consegne a domicilio, traduzione di Anselmino L., Bologna, Kappalab, 2018, ISBN 9788885457157